# Alien återuppstår
Alien återuppstår (engelska: Alien: Resurrection) är en amerikansk film i regi av Jean-Pierre Jeunet efter filmmanus av Joss Whedon. Den hade biopremiär i USA den 26 november 1997.

## Handling
Tvåhundra år efter att Ellen Ripley tog livet av sig i Alien³, lyckas forskare klona fram henne på ett militärt rymdskepp där forskning på biologiska vapen bedrivs. Drottningen som Ripley bar inom sig blev omhändertagen och hon har producerat ägg. Människor infångas som försöksobjekt och befruktas. Forskare har fångat in de resulterande monstren för att undersöka dessa, men monstren lyckas fly. På något sätt har Ripleys DNA blandats med monstrens, vilket ger henne fysiska krafter och något slags förbindelse mellan sig själv och monstren. Skeppet är på väg mot Jorden, och med hjälp av en grupp smugglare måste hon slåss för att monstren inte ska komma fram.

## Om filmen
- Ron Perlman, Dominique Pinon och Marc Caro (alien-konceptkonstnär) har alla tidigare arbetat med regissör Jean-Pierre Jeunet, bland annat i filmen De förlorade barnens stad.
- Brad Dourif i rollen som Dr. Gediman säger felaktigt att Ripleys DNA räddades från Fiorina-16, när planeten i Alien³ ursprungligen kallades Fiorina-161.

## Rollista (i urval)
| Sigourney Weaver | – Ellen Ripley                                |
| Winona Ryder     | – Annalee Call                                |
| Dominique Pinon  | – Dom Vriess                                  |
| Ron Perlman      | – Ron Johner                                  |
| Gary Dourdan     | – Gary Christie                               |
| Michael Wincott  | – Frank Elgyn                                 |
| Kim Flowers      | – Sabra Hillard                               |
| Dan Hedaya       | – General Martin Perez                        |
| J. E. Freeman    | – Dr. Mason Wren                              |
| Brad Dourif      | – Dr. Jonathan Gediman                        |
| Raymond Cruz     | – Menige Vincent Distephano                   |
| Leland Orser     | – Larry Purvis                                |
| Carolyn Campbell | – Anesthesiolog                               |
| Marlene Bush     | – Dr. Carlyn Williamson                       |
| David St. James  | – Dr. Dan Sprague                             |
| Tom Woodruff Jr. | – Lead Alien                                  |
| Tom Woodruff Jr. | – Alien Queen                                 |
| Tom Woodruff Jr. | – "Newborn", en hybrid-alien                  |
| Joan La Barbara  | – "Newborn" (röst)                            |
| Archie Hahn      | – "Newborn" (röst)                            |
| Steven Gilborn   | – "Father" (röst), en artificiell intelligens |
| David Prior      | – Alien (okrediterad)                         |

### Fotnoter
1. ↑  ”Alien Resurrection” (på engelska). Box Office Mojo. 26 november 1997. http://www.boxofficemojo.com/movies/?id=alienresurrection.htm. Läst 27 augusti 2016.